# ガーフィールド大統領暗殺事件

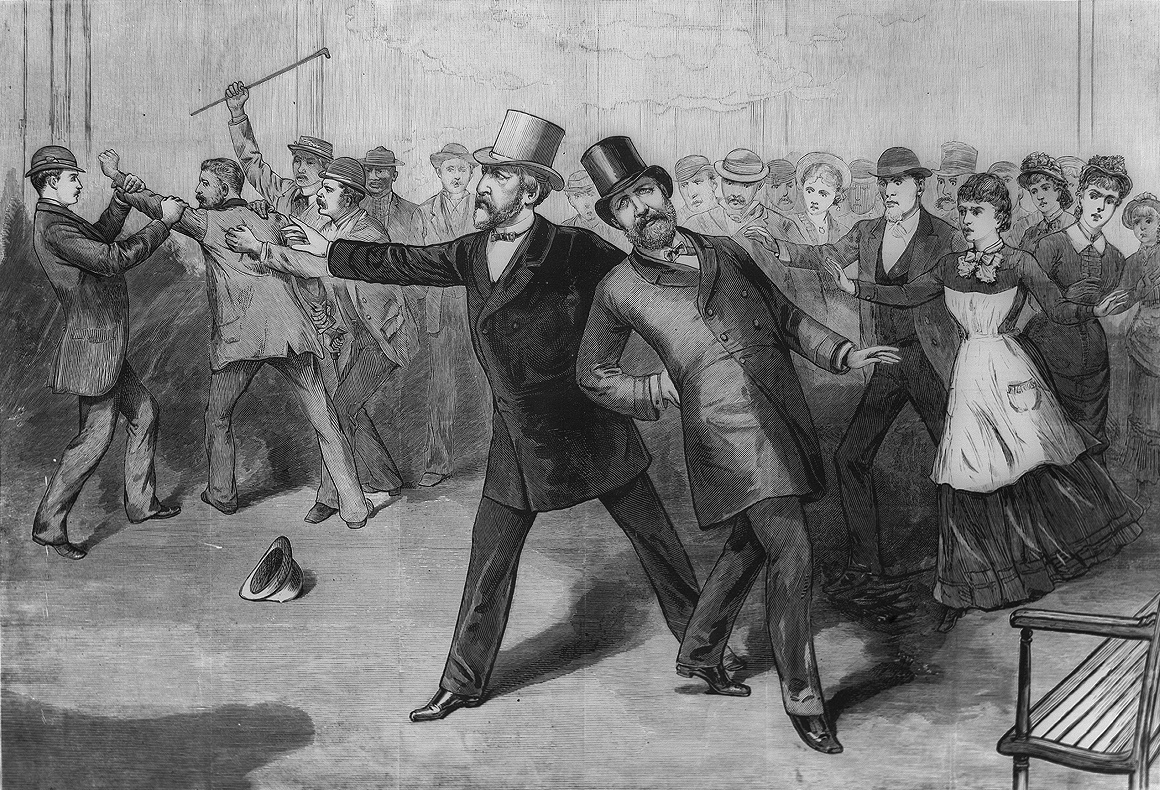
チャールズ・J・ギトーに撃たれた直後のジェームズ・ガーフィールド大統領とジェイムズ・G・ブレイン

ガーフィールド大統領暗殺事件（ガーフィールドだいとうりょうあんさつじけん、英：James A. Garfield assassination）は、1881年7月2日に、アメリカ合衆国の首都ワシントンD.C.で起こった。ガーフィールドは、第20代大統領としての就任から4ヶ月足らずのこの日午前9時半にチャールズ・J・ギトーに銃で撃たれ、11週間後の9月19日に死亡した。アメリカ合衆国の大統領として暗殺された4人のうち、エイブラハム・リンカーンに次いで2人目である（後の2人はウィリアム・マッキンリーとジョン・F・ケネディ）。ガーフィールドの死にともない、チェスター・A・アーサーが大統領を継いだ。

## 大統領に対するストーキング

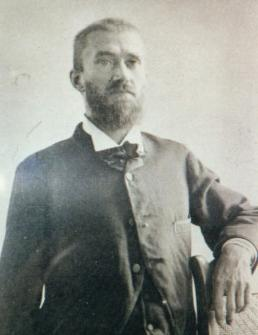
暗殺の犯人　C・J・ギトー

暗殺犯チャールズ・J・ギトーは色々な職業に手を出して失敗していた。神学、法律実務、集金、オナイダ・コミュニティ（キリストの再臨を信じる共同社会）、その後に興味は政治に向かった。「グラント対ハンコック」というユリシーズ・グラントを支持する演説原稿を書き、ガーフィールドが1880年の大統領選挙で共和党の指名を勝ち取った後にそれを改訂して「ガーフィールド対ハンコック」とした。ギトーは公衆の前でその演説を行ったことはなく、その代わりに数百部の写しを印刷したが、この演説原稿がその他の自分の行動と共に大統領選におけるガーフィールドの政治的勝利に大きく貢献したと信じた。ギトーはその重大な援助に対して大使の職に値する報償を受けてもよいと信じ、まずはウィーン、続いてパリの職を求めた。1880年の大統領選挙の間、ニューヨーク市の政府機関の辺りをうろつき回り、その努力に対する報償を期待したが、何の益もなかった。ギトーは依然として報償が貰えると考えたまま、ガーフィールドが就任宣誓を行った翌日の3月5日にワシントンに到着し、実際にホワイトハウスに入り込み、3月8日に大統領に会って自分の演説原稿の写しを置いていった。次の2ヶ月間はワシントンを歩き回って過ごし、国務省とホワイトハウスの間を行ったり来たりし、様々な閣僚や他の著名な共和党員に接触したが、効果は無かった。ギトーは金に困っており、持っている唯一の服を毎日着ていたので次第にみすぼらしくなっていたが、諦めなかった。5月13日、ホワイトハウスの待合室から締め出された。5月14日、アメリカ合衆国国務長官ジェイムズ・G・ブレインから直接に二度と来ないよう言われた。「おまえが生きている限り二度とパリの領事の職のことを私に言うな。」。
この接触の後で、ギトーは感謝の念を持たない大統領を殺すよう神が自分に指示していると心に決めた。50ドルを借金しリボルバーを買いに行った。武器のことはほとんど知らなかったが、大口径の銃を必要とすることは分かった。.44口径のブリティッシュ・ブルドッグ・リボルバーで銃杷が木製か象牙製かを選ぶ必要があった。象牙製のものが暗殺の後で博物館に展示されたときに見栄えが良いと思ったのでそれを選んだ（そのリボルバーはスミソニアン博物館に納められていない。撃った後で失われてしまった）。次の数週間は射撃訓練で過ごした。最初のときは反動でほとんど倒れてしまうところだった。そして大統領を付け狙い始めた。ギトーはガーフィールドに宛てて手紙を書き、ブレインを首にすること、さもないと「おまえと共和党は災難に遭うことになる」と伝えた。この手紙は、以前ギトーがホワイトハウスに送り付けた文書と同様無視された。
ギトーは慎重に準備を続け、前もってウィリアム・シャーマン将軍には暴徒から守ってくれるよう求める手紙を書き、他の手紙ではその行動が共和党の派閥間抗争を鎮めるために必要だと正当化した。6月はまる1ヶ月、ワシントンでガーフィールドを追いかけて過ごした。あるとき、ガーフィールドが鉄道の駅でニュージャージーのロングブランチ海岸に保養にいく妻を見送るところに行き当たったが、ガーフィールド夫人は健康が勝れず、彼女を動揺させたいとは思わなかったので、ガーフィールドを撃つ事を後日に回した。

## 暗殺
ガーフィールドは夏の休暇で7月2日にワシントンを離れることを予定していた。その日、ギトーはワシントンD.C.の現在は6番街北西とコンスティチューション・アベニューの南西角にあったボルティモア・ポトマック鉄道の駅（現在は壊されている）で大統領を待ち伏せた。待っている間に靴を磨かせ、うろうろ歩き、タクシーの運転手に後で刑務所に連れて行ってくれるよう頼んだ。

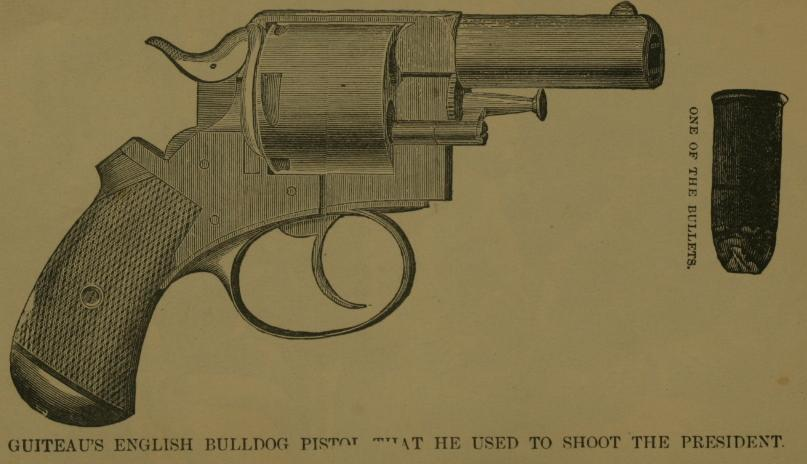
ギトーの拳銃を描いた当時のイラスト

ガーフィールド大統領は母校であるウィリアムズ大学で演説を行うことになっており、その途中で6番街の駅に来た。2人の息子ジェイムズとハリーを伴っており、また国務長官のブレインも同行した。陸軍長官のロバート・トッド・リンカーンが大統領を見送るために駅で待った。ガーフィールドはボディガードや警護特務部隊を連れていなかった。南北戦争の時のエイブラハム・リンカーンという例外はあったが、このころまでアメリカ合衆国の大統領が護衛を使うことは無かった。
ガーフィールド大統領が駅に入ってくると、ギトーは前に出て背後の至近距離から引き金を引いた。ガーフィールドは「おゝこれは何だ」と叫んだ。ギトーは再度発砲し、ガーフィールドは倒れた。1発はガーフィールドの腕を掠め、もう1発は背面から腰椎に入ったが、脊髄は外れた。
ギトーは拳銃をポケットに戻し、振り向いて外で待たせていたタクシーに向かって駅を離れたが、立ち去る前に警官のパトリック・カーニーに取り押さえられた。カーニーは大統領を狙撃した男を逮捕したことで興奮しており、警察署に着いた後までギトーの拳銃を抑えることを失念していた。急速に集まった群衆が「やつをリンチにしろ」と叫んだが、カーニーは数ブロック離れた警察署までギトーを連行した。ギトーは警察に逮捕されても、勝ち誇ったような言葉をどこでも繰り返しつぶやいた。「私はストールワーツの中のストールワーツだ。..今やアーサーが大統領だ!!」この言葉でチェスター・アーサーあるいはその支持者がギトーを使って犯罪を行わせたという根拠の無い憶測が短期間生まれた。ストールワーツとは前大統領のグラントに忠実な共和党の派閥だった。彼らはガーフィールドのハーフ・ブリード派に強く対抗していた。その頃の他の多くの副大統領と同様に、アーサーは政治的手腕や大統領への忠実さというよりも、その派閥を抑えるという政治的利点のために選ばれていた。ギトーはその妄想の中で、共和党の2つの派閥を統合するために一撃を加えるのだと確信していた。

## ガーフィールドの苦闘と死
ガーフィールドは意識があったが、ショックを受けており、駅の上の階に運ばれた。弾丸の1発は体内に留まっていたが、医者はそれを見つけられなかった。息子のジェイムズとジェイムズ・ブレインは取り乱して泣いていた。ロバート・トッド・リンカーンは本当に動転しており、その父（エイブラハム・リンカーン）の死を思い出して、「この町ではどれだけ多くの時間を悲しみの中で過ごしたことか」と言った。
ガーフィールドはホワイトハウスに連れ戻された。医師たちは今夜は持たないだろうと告げたが、大統領は死ななかった。まだまだ意識がはっきりしていた。翌朝、生命兆候は良好であり、医師たちは回復を期待し始めた。長い寝ずの番が始まり、ガーフィールドの医師たちは速報を定期的に発行し、アメリカの大衆は1881年の夏の間常に追い続けることになった。その容態は不安定だった。熱が上がったり下がったりした。ガーフィールドは固形食を胃におさめておくように努力したが、その夏の大半はほとんど食べられず、流動食のみになった。

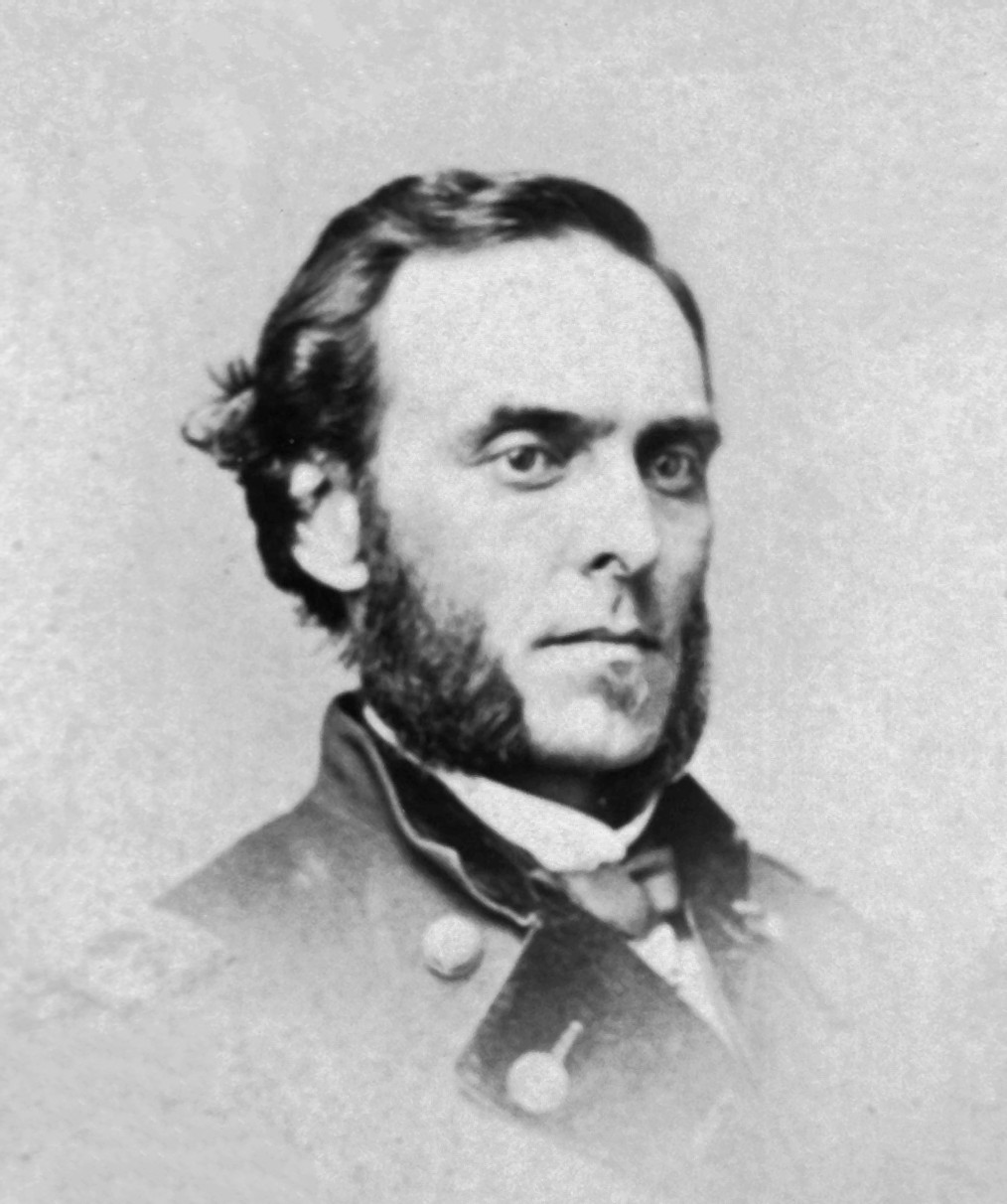
治療を担当した医師の一人
ウィラード・ブリス

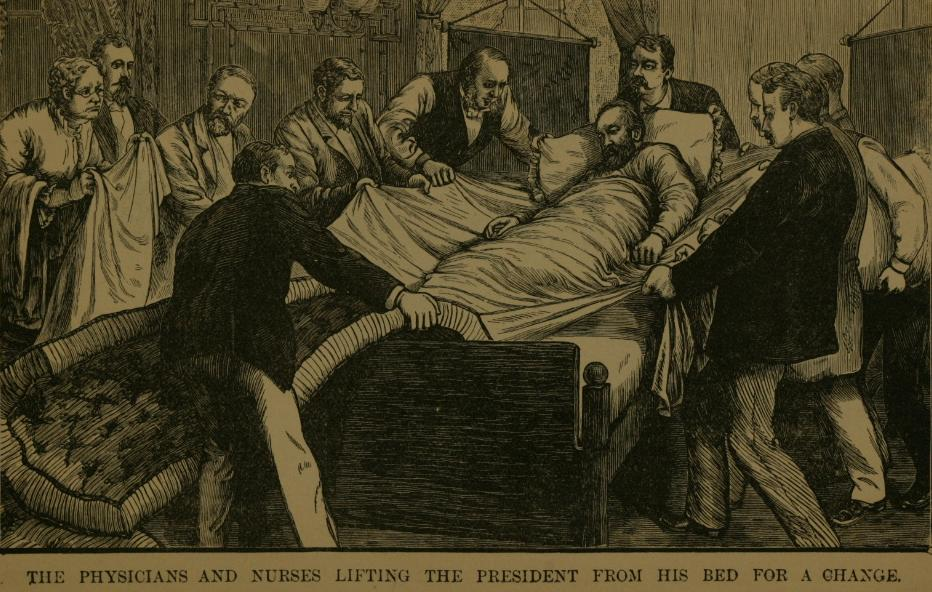
ガーフィールドのシーツを取り替える様子

病人をワシントンの暑さから解放するために、海軍の技師がエア・コンディショナーを拵えた（近代的なエアコンの初期の装置のひとつである）。大きな箱に入った氷の上でファンを回して冷えた空気を病室に送った。この装置がうまく働いて、気温を20度F（11度C）下げることができた。医師たちはガーフィールドの傷を消毒していない汚れた指や器具で探り続け、当てずっぽうで弾丸の場所を見つけ出そうとした。アレクサンダー・グラハム・ベルはガーフィールドの体内に留まっている弾丸を探すという特別の目的のために金属探知機を発明したが、ガーフィールドが寝ている金属枠のベッドのために誤反応を起こした。金属のベッド枠はこの頃比較的稀なので、この装置の誤作動の原因は当時分からなかった。
7月29日、ガーフィールドは闘病中に唯一度閣僚達と面会した。閣僚達は医師から動揺させるようなことを議論してはならないと厳しく諭されていた。ガーフィールドは感染症のためにその数週間で病状が悪化しており、その心臓を弱らせていた。熱と激痛のためにホワイトハウスで寝たきりになっていた。吐き気を抑えられず消化が苦痛になっていたので、200ポンド (90 kg)以上あった体重が135ポンド (60 kg)まで落ちていた。敗血症と感染症が進行し、短期間幻覚を見るようになった。

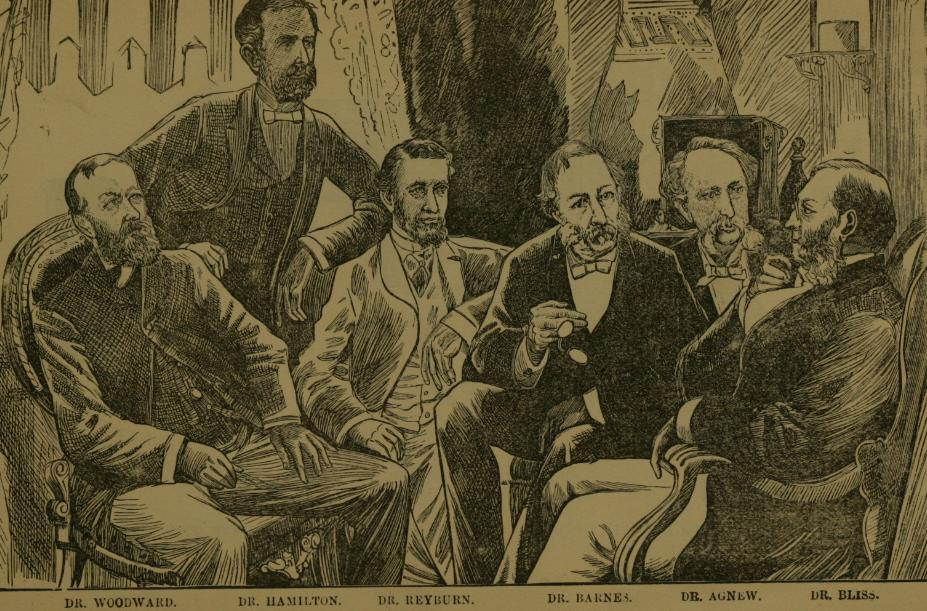
ガーフィールドの傷を検討する医師団

9月6日、ガーフィールドはワシントンの暑熱を逃れるためにニュージャージーの海岸に移されたが、これは新鮮な空気と静穏さが回復を助けるかもしれないという淡い期待からであった。ガーフィールドは海岸や大西洋が見える窓の前にベッドの上で支えられていた。新しい感染症が進行し、狭心症の痙攣が起こった。敗血症と気管支の肺炎に続いて、強い心筋梗塞あるいは脾動脈瘤破裂のために、1881年9月19日月曜日午後10時35分、ニュージャージー州ロングブランチのエルベロン地区で死去した。49歳10か月。狙撃から死までの80日間で行った公務は、1通の犯罪者引渡し書に署名したことだけだった。

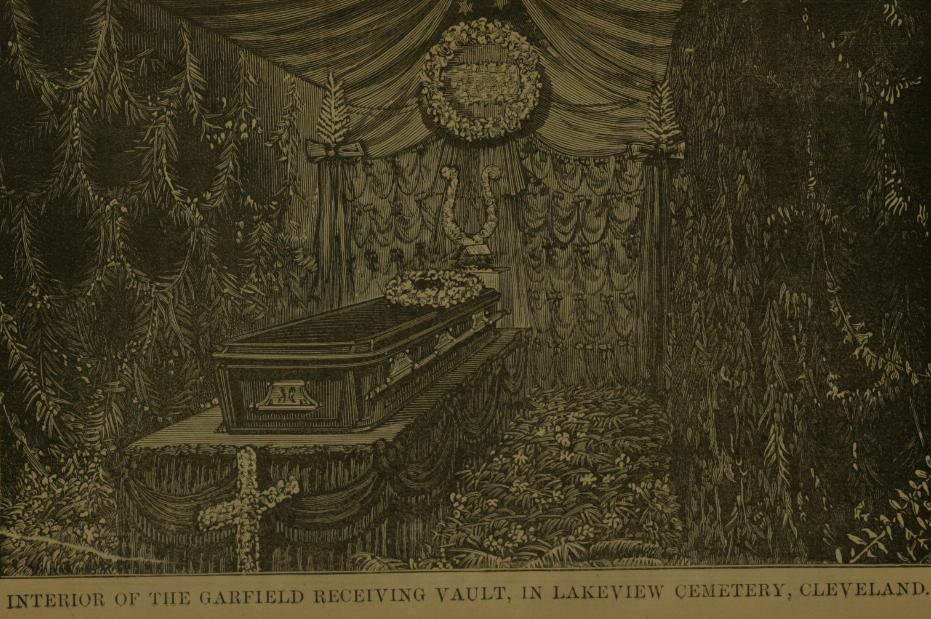
レイクビュー墓地での葬儀

大半の歴史家や医学の専門家は、ガーフィールドを治療した医師たちがもっと有能であったら、ガーフィールドは生き残れたと信じている。何人かの医師は消毒していない指を傷口に入れて弾丸を探り、ある医師などはそうしている時にガーフィールドの肝臓に穴を開けた。肝臓は人体の中で再生できる数少ない器官の一つなのでこのことだけが死をもたらしたとは言えない。しかし、この医師はおそらく連鎖球菌を大統領の体内に持ち込んでおり、それが当時は抗生物質が無かったために敗血症を引き起こした。
チェスター・アーサーは、19日の夜にガーフィールドが死んだという報せをニューヨークの自宅で受けた。最初にその報せを受けた後で、アーサーは、「私は、神よ、それが誤りだと期待している」と言った。しかし、電報による確認が直ぐに到着した。アーサーは、ニューヨーク最高裁判所判事の取り仕切りで、就任宣誓を行い、続いてワシントンに行く前に弔問のためにエルベロンに向かった。ガーフィールドの遺体はワシントンに移され、議事堂のロタンダで2日間安置された後に、クリーブランドに移されて、9月26日に葬儀が行われた。

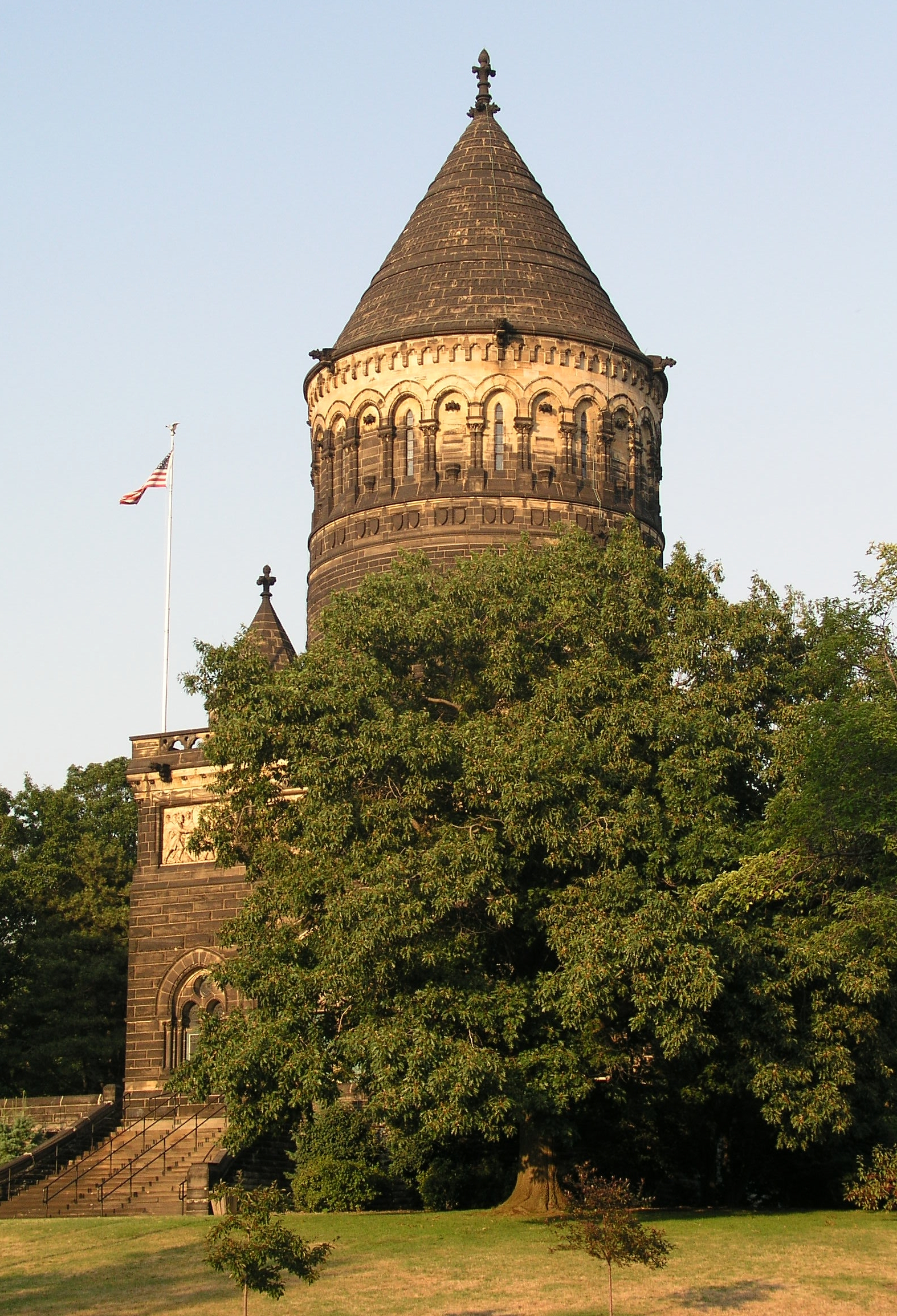
ガーフィールド記念館にある廟

## ギトーの裁判と処刑
ギトーは、常にその弁護団を悪く言うこと、長々と暗誦する叙事詩で証言を形作ること、および無作為に選んだ傍聴人からメモを渡されることで法的な助言をせがむことを含め、裁判の間のその奇抜な振る舞いにより、メディアお気に入りのようなものになった。彼は、ガーフィールドの殺人が神の意思であり、自分は神の意思を実行する道具に過ぎないので、自分は無罪と主張した。裁判所で『ジョン・ブラウンの体』（南北戦争のときの北軍行進曲)を歌った。「ニューヨーク・ヘラルド」紙に対して自叙伝を口述し、30歳以下のキリスト教徒淑女に対する個人的な宣伝で締めくくった。2回も暗殺されそうになった後でも、アメリカ大衆の怒りや憎しみに対してありがたいくらい気付かなかった。一つ的を射ていたのは、ガーフィールドがギトー自身ではなく、過誤医療によって殺されたと主張したことだった（「医師たちがガーフィールドを殺した。私は撃っただけだ」）。裁判の間からその処刑のときまで、ギトーはワシントンD.C.の南東隅にあるセントエリザベス病院に居住した。
ギトーの裁判は精神異常が検討されたことでは、アメリカ合衆国でも最初の目立ったものの一つになった。ギトーは、狙撃したときは法的に狂気であったが、現実には医学的狂気ではないと主張し、それがギトーと弁護団の間の亀裂の大きな原因の一つとなり、また陪審員がギトーは単に責任を逃れようとしていると見なした理由でもあった。
つまるところ、ギトーは釈放が近づいていると考えた後は講演旅行を始め、1884年の大統領選挙には自ら出馬する計画を積極的に立てており、それと同時に裁判を取り巻く報道合戦を楽しみ続けた。陪審員が彼の神の啓示について納得できず、殺人罪で有罪としたときは落胆した。1882年1月25日に有罪が確定した。ギトーは控訴したが、それも棄却され、1882年6月30日にワシントンD.C.で絞首刑になった。絞首台の上でギトーは自分で書いた「私は神の国に行く」と題した詩を朗誦した。ギトーは当初その詩を歌うときにオーケストラの伴奏を要求したが、これは拒絶された。

## その後

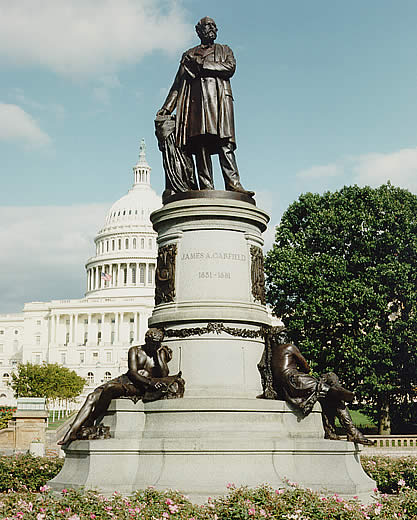
議事堂側にあるガーフィールドの記念碑

ガーフィールドの暗殺は1883年1月16日のペンドルトン公務員改革法の成立に貢献した。ガーフィールド自身が就任演説で公務員改革を要求しており、大統領としてそれがより効率的な政府を生むものと信じて支持した。公務員改革法案は倒れた大統領に対する記念碑的なものとして成立した。アーサーは次の1884年大統領選挙で共和党の指名をブレインに奪われ、ブレインは民主党のグロバー・クリーブランドに敗れた。

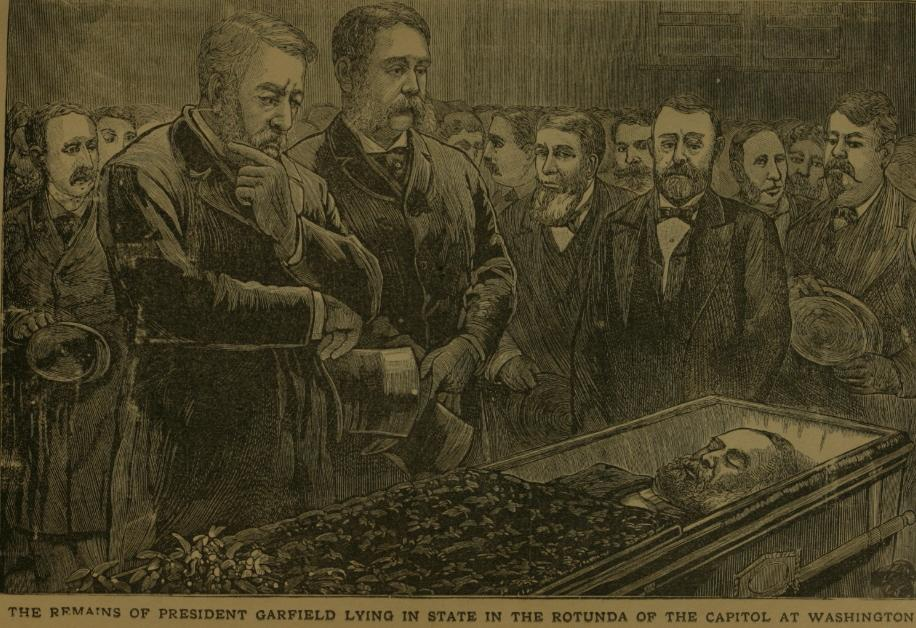
ガーフィールドの遺骸の側を通る弔問者

6番街の鉄道駅はその後取り壊された。この場所には現在、ナショナル・ギャラリーが建っている。ガーフィールドが撃たれた場所には銘盤や記念の標識は無いが、数ブロック先の議会議事堂の敷地南西隅にガーフィールドの記念銅像が立っている。
大統領の職務遂行能力が無いという問題は処置を施されなかった。アメリカ合衆国憲法第2条第1節第6項には、「大統領がその権限および義務を遂行する能力を失った場合は、その職務権限は副大統領に帰属する。」とうたっているが、能力を失ったとはどういうことか、あるいは大統領が能力を失ったということをどう判定するかについては何も規定が無い。ガーフィールドは80日間病床に横たわり、1通の犯罪者引渡し書に署名すること以外その義務を何も果たさなかったが、19世紀の連邦政府は実質的に夏の間何がなんでも閉ざしていたので、特に問題になるようなことは無かった。ガーフィールドの闘病の間、議会は開催されておらず、大統領がすることもほとんど無かった。ブレインは内閣にアーサーが大統領職を代行すると宣言するよう示唆したが、この選択肢はアーサーを含めて権力を操作していると考えられたくはない全ての者によって拒否された（もしガーフィールドが12月まで生き延びた場合、議会が招集され内閣はブレインの考えを採用することを強いられた可能性があった）。
議会は、大統領が生きていてガーフィールドのように能力を奪われていた場合に、どうすべきかという問題を扱ったことが無かった。そればかりか38年後になって、ウッドロウ・ウィルソン大統領が卒中を患って数日間昏睡状態にあり、任期の最後の1年半は部分的に麻痺して片目が見えなかった時も、何もしなかった。1967年にアメリカ合衆国憲法修正第25条の批准で、大統領が職務不能になった場合の手続きを定めたのが最初だった。
また議会は大統領の保護についても何の手段も採らなかった。ガーフィールドから20年後、ウィリアム・マッキンリーが暗殺された後に、議会は元々偽札の防止のために設立されていた財務省秘密検察局（のちのアメリカ合衆国シークレットサービス）に大統領の警備を委託したのが始めであった。
ニュージャージー州エルベロンの市民によって建てられたガーフィールド茶館 (Garfield Tea House) は、この町にガーフィールドを運ぶために特別に敷かれた鉄道に使われたレールを使っており、現在もロングブランチに建っている。